# Мартенс, Йоп
Йоханнес Хюбертюс (Йоп) Мартенс (нидерл. Johannes Hubertus "Joop" Martens; 8 декабря 1900, Амстердам — 22 октября 1976, Весп) — нидерландский футболист, игравший на позиции полузащитника. На протяжении всей своей карьеры выступал за амстердамский «Аякс», в составе которого один раз становился чемпионом Нидерландов.

## Спортивная карьера
В возрасте шестнадцати лет Мартенс стал членом футбольного клуба «Аякс». В то время он жил в восточной части Амстердама по адресу улица ван Свинденстрат дом 15. Йоп стал играть за четвёртый состав клуба, где также играли Ян де Бур и Вим ван Ран, а через три года попал в основной состав «Аякса».
В чемпионате Нидерландов дебютировал 9 мая 1920 года в матче с клубом ДФК, завершившемся победой амстердамцев со счётом 5:2. В том сезоне он отметился лишь одним появлением на поле. Лишь через два года полузащитнику удалось закрепиться в основном составе. В сезоне 1922/23 Мартенс сыграл в 11 встречах чемпионата, а уже в следующем сезоне он основательно занял место Хенка Хордейка. Титул чемпиона страны он выиграл в конце своей карьеры, когда в сезоне 1930/31 «Аякс» в третий раз в своей истории стал победителем чемпионата.
В общей сложности за двенадцать лет Мартенс принял участие в 157 матчах первенства Нидерландов, забив в них 3 гола. В последний раз в составе «красно-белых» он выходил на поле 7 февраля 1932 в матче с клубом «Гермес» ДВС. В следующем матче «Аякса» Йоп выполнял роль линейного арбитра, помогая судье ван Бисселику.
Позже Мартенс играл за команду ветеранов клуба вместе с Зигелером, де Бойсом, Схеттерсом, де Натрисом и другими футболистами. В конце 1930-х годов работал тренером в клубе «Де Волевейккерс».

## Личная жизнь
Отец — Ян Мартенс, был родом из Вонсерадела, мать — Трейнтье Йоханна Бонтеку, родилась в Амстердаме. Родители поженились в сентябре 1900 года — на момент женитьбы отец работал в сфере драгоценных камней. В их семье была ещё дочь Хиллегонда Гертрёйда Мария.
Работал банковским служащим. Женился в возрасте тридцати одного года — его супругой стала 28-летняя Мария Эгения Янсен, уроженка Зволле. Их брак был зарегистрирован 13 июля 1932 года в Амстердаме. В августе 1936 года родился сын по имени Ян Алберт, но он умер спустя 12 дней после рождения
Умер 22 октября 1976 года в Веспе в возрасте 75 лет. Церемония кремации состоялась 27 октября в крематории Вестгарде.

## Достижения
«Аякс»
- Чемпион Нидерландов: 1930/31

## Статистика по сезонам
| Клуб | Сезон   | Первый класс | Первый класс | Кубок Нидерландов | Кубок Нидерландов | Итого | Итого |
| Клуб | Сезон   | Игры         | Голы         | Игры              | Голы              | Игры  | Голы  |
| ---- | ------- | ------------ | ------------ | ----------------- | ----------------- | ----- | ----- |
| Аякс | 1919/20 | 1            | 0            |                   |                   | 1     | 0     |
| Аякс | 1921/22 | 2            | 0            |                   |                   | 2     | 0     |
| Аякс | 1922/23 | 11           | 0            |                   |                   | 11    | 0     |
| Аякс | 1923/24 | 17           | 0            |                   |                   | 17    | 0     |
| Аякс | 1924/25 | 18           | 2            | 2                 | 0                 | 20    | 2     |
| Аякс | 1925/26 | 15           | 0            | 1                 | 0                 | 16    | 0     |
| Аякс | 1926/27 | 24           | 0            | 0                 | 0                 | 24    | 0     |
| Аякс | 1927/28 | 26           | 1            | 0                 | 0                 | 26    | 1     |
| Аякс | 1928/29 | 6            | 0            |                   |                   | 6     | 0     |
| Аякс | 1929/30 | 19           | 0            | 5                 | 0                 | 24    | 0     |
| Аякс | 1930/31 | 17           | 0            |                   |                   | 17    | 0     |
| Аякс | 1931/32 | 1            | 0            | 0                 | 0                 | 1     | 0     |
| Аякс | Итого   | 157          | 3            | 8                 | 0                 | 165   | 3     |